# Cornufer gigas
Cornufer gigas е вид жаба от семейство Ceratobatrachidae.

## Разпространение
Видът е разпространен в Папуа Нова Гвинея.